# Sirdaryo (tỉnh)
Tỉnh Sirdaryo (tiếng Uzbek: Sirdaryo viloyati, Сирдарё вилояти) là một tỉnh của Uzbekistan. Tỉnh nằm ở trung tâm của đất nước bên tả ngạn của sông Syr Darya. Tỉnh có biên giới với (Kazahstan), Tajikstan, tỉnh Toshkent và tỉnh Jizzakh. Tỉnh có diện tích 5.100 km ², và chủ yếu là sa mạc. Dân số ước tính khoảng 648.100 người.

## Phân chia hành chính
Tỉnh Sirdaryo được chia thành 9 huyện. Tỉnh lỵ là thành phố Guliston (dân số ước tính 54.000 cư dân). Các thành phố, thị xã bao gồm Baxt, Boyovut, Farhod, Qahramon, Sayhun, Sirdaryo, Shirin và Yangiyer.